# Svarttjärnen (Ockelbo socken, Gästrikland)
Svarttjärnen är en sjö i Ockelbo kommun i Gästrikland och ingår i Testeboåns huvudavrinningsområde.